# Elefthería Ftouli
Elefthería Ftouli –en griego, Ελευθερία Φτούλη– (Volos, 4 de julio de 1981) es una deportista griega que compitió en natación sincronizada. Ganó dos medallas de bronce en el Campeonato Europeo de Natación, en los años 2004 y 2006.

## Palmarés internacional
| Campeonato Europeo | Campeonato Europeo | Campeonato Europeo | Campeonato Europeo |
| Año                | Lugar              | Medalla            | Prueba             |
| ------------------ | ------------------ | ------------------ | ------------------ |
| 2004               | Madrid (España)    | Medalla de bronce  | Combinación libre  |
| 2006               | Budapest (Hungría) | Medalla de bronce  | Dúo                |